# アルチェ
アルチェ（伊: Arce）は、イタリア共和国ラツィオ州フロジノーネ県にある、人口約5,400人の基礎自治体（コムーネ）。

## 地理

### 位置・広がり

#### 隣接コムーネ
隣接するコムーネは以下の通り。
- チェプラーノ
- コルフェリーチェ
- ファルヴァテッラ
- フォンターナ・リーリ
- モンテ・サン・ジョヴァンニ・カンパーノ
- ロッカ・ダルチェ
- サン・ジョヴァンニ・インカーリコ
- ストランゴラガッリ

### 気候分類・地震分類
アルチェにおけるイタリアの気候分類 (it) および度日は、zona D, 1602 GGである。
また、イタリアの地震リスク階級 (it) では、zona 2A (sismicità media) に分類される。

## 行政

### 分離集落
アルチェには、以下の分離集落（フラツィオーネ）がある。
- Campanile, Campostefano, Sant'eleuterio, Collealto, Collemezzo, Collenoci, Colleolivo, Colleone, Fontanelle, Frassi, Isoletta, Marzi, Murata, Portone, Puzzaca, Tramonti, Valle